# Corynomalus subapicalis
Corynomalus subapicalis es una especie de coleóptero de la familia Endomychidae.

## Distribución geográfica
Habita en la Guayana francesa.